# Giro della Provincia di Reggio Calabria 2010
Il Giro della Provincia di Reggio Calabria 2010, sessantatreesima edizione della corsa, valevole come prova dell'UCI Europe Tour 2010 categoria 2.1, si è svolta in quattro tappe dal 30 gennaio al 2 febbraio 2010 per un percorso totale di 698,9 km con partenza da Palmi e arrivo a Reggio Calabria. È stata vinta dall'italiano Matteo Montaguti, della De Rosa-Stac Plastic, che ha concluso in 17h13'28", alla media di 40,57 km/h.
Al traguardo di Reggio Calabria 119 ciclisti portarono a termine il giro.

## Tappe
| Tappa  | Data        | Percorso                   | km    | Vincitore di tappa  | Leader cl. generale |
| ------ | ----------- | -------------------------- | ----- | ------------------- | ------------------- |
| 1ª     | 30 gennaio  | Palmi > Cosenza            | 183,1 | Matteo Montaguti    | Matteo Montaguti    |
| 2ª     | 31 gennaio  | Cosenza > Crotone          | 178,7 | Alessandro Petacchi | Matteo Montaguti    |
| 3ª     | 1º febbraio | Crotone > Catanzaro        | 171,4 | Giuseppe Muraglia   | Matteo Montaguti    |
| 4ª     | 2 febbraio  | Soverato > Reggio Calabria | 165,7 | Alessandro Petacchi | Matteo Montaguti    |
| Totale | Totale      | Totale                     | 698,9 |                     |                     |

## Dettagli delle tappe

### 1ª tappa
- 30 gennaio: Palmi > Cosenza - 183,1 km

Risultati
| Pos. | Corridore         | Squadra   | Tempo    |
| ---- | ----------------- | --------- | -------- |
| 1    | Matteo Montaguti  | De Rosa   | 4h40'43" |
| 2    | Filippo Savini    | Colnago   | s.t.     |
| 3    | Francisco Ventoso | Carmiooro | a 25"    |

| Pos. | Corridore         | Squadra   | Tempo    |
| ---- | ----------------- | --------- | -------- |
| 1    | Matteo Montaguti  | De Rosa   | 4h40'33" |
| 2    | Filippo Savini    | Colnago   | a 4"     |
| 3    | Francisco Ventoso | Carmiooro | a 31"    |

### 2ª tappa
- 31 gennaio: Cosenza > Crotone - 178,7 km

Risultati
| Pos. | Corridore           | Squadra   | Tempo    |
| ---- | ------------------- | --------- | -------- |
| 1    | Alessandro Petacchi | Lampre    | 3h55'52" |
| 2    | Francisco Ventoso   | Carmiooro | s.t.     |
| 3    | Mattia Gavazzi      | Colnago   | s.t.     |

| Pos. | Corridore         | Squadra   | Tempo    |
| ---- | ----------------- | --------- | -------- |
| 1    | Matteo Montaguti  | De Rosa   | 8h36'25" |
| 2    | Filippo Savini    | Colnago   | a 4"     |
| 3    | Francisco Ventoso | Carmiooro | a 25"    |

### 3ª tappa
- 1º febbraio: Crotone > Catanzaro - 171,4 km

Risultati
| Pos. | Corridore           | Squadra       | Tempo    |
| ---- | ------------------- | ------------- | -------- |
| 1    | Giuseppe Muraglia   | CDC-Cavaliere | 4h27'06" |
| 2    | Alessandro Petacchi | Lampre        | a 40"    |
| 3    | Daniele Pietropolli | Lampre        | a 42"    |

| Pos. | Corridore           | Squadra   | Tempo     |
| ---- | ------------------- | --------- | --------- |
| 1    | Matteo Montaguti    | De Rosa   | 13h04'15" |
| 2    | Francisco Ventoso   | Carmiooro | a 25"     |
| 3    | Daniele Pietropolli | Lampre    | a 29"     |

### 4ª tappa
- 2 febbraio: Soverato > Reggio Calabria – 165,7 km

Risultati
| Pos. | Corridore           | Squadra  | Tempo    |
| ---- | ------------------- | -------- | -------- |
| 1    | Alessandro Petacchi | Lampre   | 4h09'13" |
| 2    | Oscar Gatto         | ISD-Neri | s.t.     |
| 3    | Mattia Gavazzi      | Colnago  | s.t.     |

## Classifiche finali

### Classifica generale
| Pos. | Corridore           | Squadra      | Tempo     |
| ---- | ------------------- | ------------ | --------- |
| 1    | Matteo Montaguti    | De Rosa      | 17h13'28" |
| 2    | Francisco Ventoso   | Carmiooro    | a 25"     |
| 3    | Daniele Pietropolli | Lampre       | a 34"     |
| 4    | Federico Canuti     | Colnago      | a 35"     |
| 5    | Aljaksandr Kučynski | Liquigas     | a 38"     |
| 6    | Daniel Oss          | Liquigas     | a 49"     |
| 7    | Cristiano Salerno   | De Rosa      | a 1'04"   |
| 8    | Lorenzo Bernucci    | Lampre       | a 1'12"   |
| 9    | Francesco Failli    | Acqua & Sap. | s.t.      |
| 10   | Alessandro Petacchi | Lampre       | a 1'33"   |

### Classifica a punti
| Pos. | Corridore           | Squadra       | Tempo |
| ---- | ------------------- | ------------- | ----- |
| 1    | Serhy Hrechyn       | Amore & Vita  | 18    |
| 2    | Vladislav Borisov   | Amore & Vita  | 14    |
| 3    | Domenico Agosta     | CDC-Cavaliere | 12    |
| 4    | Mariano Giallorenzo | Meridiana     | 12    |
| 5    | Riccardo Chiarini   | De Rosa       | 10    |

### Classifica giovani
| Pos. | Corridore          | Squadra      | Tempo    |
| ---- | ------------------ | ------------ | -------- |
| 1    | Daniel Oss         | Liquigas     | 17h14'17 |
| 2    | Damiano Caruso     | De Rosa      | a 2'05"  |
| 3    | Enrico Zen         | Colnago      | a 3'08"  |
| 4    | Cayetano Sarmiento | Acqua & Sap. | a 6'27"  |
| 5    | Daniele Ratto      | Carmiooro    | a 10'36" |

### Classifica a squadre
| Pos. | Squadra              | Tempo     |
| ---- | -------------------- | --------- |
| 1    | De Rosa-Stac Plastic | 51h43'53" |
| 2    | Lampre-Farnese Vini  | a 8"      |
| 3    | Liquigas-Doimo       | a 1'21"   |
| 4    | Colnago-CSF Inox     | a 2'09"   |
| 5    | Acqua & Sapone       | a 6'24"   |